# الدوري الهندي الممتاز 2025
| الأندية                                                                                 |
| --------------------------------------------------------------------------------------- |
| المجموعة أ                                                                              |
| تشيناي سوبر كينغز كولكاتا نايت رايدرز راجستان رويالز رويال تشالنجرز بنغالور بنجاب كينغز |
| المجموعة ب                                                                              |
| مومباي الهنود حيدر أباد غوجارات جبابرة عواصم دلهي لكناو سوبر العمالقة                   |
| ملاحظة: الفرق مدرجة حسب ترتيب اللعب.                                                    |

الدوري الهندي الممتاز 2025، المعروف أيضًا باسم IPL 18 والذي يتم تسويقه باسم TATA IPL 2025، هو النسخة الثامنة عشر من دوري الهندي الممتاز. يتضمن البطولة 10 فرق تتنافس في 74 مباراة. بدأت في 22 مارس وأقيمت عبر 13 موقعًا قبل أن يتم تعليقها لمدة أسبوع في 9 مايو بسبب النزاع بين الهند وباكستان لعام 2025. ستستأنف المباريات المتبقية اعتبارًا من 17 مايو، مع إقامة المباريات عبر ستة مواقع. النهائي الذي كان مقررًا أصلاً في 25 مايو قد تم جدولته الآن في 3 يونيو. كانت كلكتا نايت رايدرز هي الأبطال المدافعين.

## معلومات أساسية
الدوري الهندي الممتاز هو دوري للكريكت المكون من 20 كرة يجري تنظيمه في الهند من قبل مجلس إدارة الكريكت في الهند (BCCI). يُعقد سنويًا منذ النسخة الأولى في عام 2008. كانت كلكتا نايت رايدرز هي الأبطال المدافعين، حيث حصلت على لقبها الثالث في الموسم السابق بعد هزيمتها لفريق صن رايزرز حيدر آباد في النهائي.

### الشكل
ستلعب كل فريق مرتين ضد الفرق في مجموعتها والفريق في نفس الصف في المجموعة الأخرى، ومرة واحدة ضد الفرق الأربعة المتبقية في المجموعة الأخرى.
بعد مرحلة المجموعات، سيتقدم أعلى أربعة فرق بناءً على مجموع النقاط إلى مرحلة الأدوار الإقصائية. 
في هذه المرحلة، يتنافس الفريقان العلويان مع بعضهما البعض (في مباراة تحمل عنوان "المؤهل 1")، كما يتنافس الفريقان المتبقيان (في مباراة تحمل عنوان "الإقصائي").
بينما سيتأهل الفائز في المؤهل 1 مباشرةً إلى المباراة النهائية، كان لدى الفريق الخاسر فرصة أخرى للتأهل للمباراة النهائية من خلال المنافسة ضد الفريق الفائز في الإقصائي (في مباراة تحمل عنوان "المؤهل 2").
سيتقدم الفائز في مباراة المؤهل 2 اللاحقة إلى المباراة النهائية.
قررت هيئة إدارة الدوري الهندي الممتاز الإبقاء على عدد المباريات عند 74 لهذا النسخة كما كان في المواسم الثلاثة السابقة لمساعدة اللاعبين على التوازن بين أعبائهم، ومع ذلك ستزداد إلى 84 ابتداءً من عام 2026 مع العودة إلى صيغة الدورين المتداخلين.
| المجموعة أ              | المجموعة ب          |
| ----------------------- | ------------------- |
| تشيناي سوبر كينغز       | مومباي الهنود       |
| كولكاتا نايت رايدرز     | حيدر أباد           |
| راجستان رويالز          | غوجارات جبابرة      |
| رويال تشالنجرز بنغالورو | عواصم دلهي          |
| ملوك البنجاب            | لكناو سوبر العمالقة |

#### تغييرات القاعدة
تم الإعلان عن أن الدوري الهندي الممتاز (IPL) سيتبع لوائح مدونة السلوك الخاصة بمجلس الكريكيت الدولي (ICC) المستخدمة في مباريات الكريكيت الدولية من نوع Twenty20 بدءًا من عام 2025.
كان الدوري الهندي الممتاز قد استخدم سابقًا مدونة قواعد السلوك الخاصة به.

### الجدول الزمني
وفقًا لموقع إي آس بي آن كريك إنفو، تم إرسال تواريخ فترة البطولة بين ثلاثة مواسم من 2025 إلى 2027 إلى الفرق قبل مزاد 2025.
في نوفمبر 2024، تم الإعلان عن التواريخ المؤقتة للمواسم الثلاثة، حيث من المقرر أن تقام النسخة لعام 2025 من 14 مارس إلى 25 مايو.
في يناير 2025، تم الإعلان عن أن موسم 2025 سيبدأ في 21 مارس للسماح بفترة فاصلة مدتها أسبوعين بعد النهائي المقرر لبطولة كأس الأبطال ICC لعام 2025 الذي من المقرر إقامته في 9 مارس.
أدى ذلك إلى تعارض مع الدوري الباكستاني الممتاز لعام 2025 الذي سيقام من 11 أبريل إلى 25 مايو 2025، والذي تم نقله من نافذته المعتادة من فبراير إلى مارس لنفس السبب.
تم تأكيد أول مباراتين من قبل مجلس التحكم في لعبة الكريكيت في الهند (BCCI) في 13 فبراير 2025، حيث ستقام المباراة الافتتاحية في حديقة إدين بين أبطال الدفاع فريق كلكتا نايت رايدرز وفريق رويال تشالنجرز بنغالور في 22 مارس.
تم الإعلان عن كامل الجدول الزمني في 16 فبراير.
وقد تم الإعلان عن أن كل من تصفيات 1 والمباراة الحاسمة ستُلعب في ملعب راجيف غاندي الدولي للكريكيت في 20 و21 مايو، وأن تصفيات 2 والنهائي ستُلعب في حديقة إدين في 23 و25 مايو، مع استضافة الملعب لنهائي البطولة الهندية الممتازة الثالث بعد عامي 2013 و2015.
في 9 مايو 2025، تم تعليق المباريات المتبقية لمدة أسبوع بسبب التوتر الهندي-الباكستاني لعام 2025.
تم الإعلان عن الجدول الزمني المعدل في 12 مايو، مع تحديد موعد استئناف المباريات المتبقية في 17 مايو، والتي ستقام عبر ستة أماكن.
الآن من المقرر أن تقام مباريات الإقصاء من 29 مايو إلى 3 يونيو، مع أماكن لم يتم تأكيدها بعد.
النهائي الذي تم تحديده الآن في 3 يونيو سيعقد قبل أسبوع من نهائي بطولة اختبار ICC لعام 2025 المقرر في 11 يونيو.

### البث
استحوذت شركة ديزني ستار على حقوق البث الفضائي والرقمي لدورة IPL 2023-2027 عن طريق قناة ستار سبورتس ومنصة جوسينما.
وفي نوفمبر 2024، اندمجت الشركتان لتكوين JioStar.
وفي فبراير 2025، اندمجت جوسينما مع Disney+ Hotstar لتكوين JioHotstar، التي تحتفظ الآن بحقوق البث الرقمي المحلي لبقية دورة 2023-2027.

## الفرق
نفس 10 فرق من الموسم السابق تتنافس.
| المجموعة | الفريق                  | 2024 الأداء | المدير الفني       | كابتن         |
| -------- | ----------------------- | ----------- | ------------------ | ------------- |
| A        | تشيناي سوبر كينغز       | 5th         | ستيفن فليمنج       | السيدة دوني   |
| A        | كلكتا نايت رايدرز       | Champions   | تشاندراكانت بانديت | أجينكيا راهان |
| A        | ملوك البنجاب            | 9th         | ريكي بونتينج       | شرياس آير     |
| A        | راجستان رويالز          | 3rd         | راهول درافيد       | سانجو شمشون   |
| A        | رويال تشالنجرز بنغالورو | 4th         | اندي زهرة          | راجات باتيدار |
| B        | عواصم دلهي              | 6th         | هيمانغ باداني      | أكسار باتيل   |
| B        | غوجارات جبابرة          | 8th         | أشيش نهرا          | شوبمان جيل    |
| B        | لكناو سوبر العمالقة     | 7th         | جوستين لانجر       | ريشاب بانت    |
| B        | مومباي الهنود           | 10th        | ماهيلا جاياواردين  | هارديك بانديا |
| B        | حيدر أباد               | Runners-up  | دانيال فيتوري      | بات كومينز    |

### تغييرات الموظفين
| الأندية                                                                                |
| -------------------------------------------------------------------------------------- |
| المجموعة أ                                                                             |
| تشيناي سوبر كينغز كولكاتا نايت ريدرز راجستان رويالز رويال تشالنجرز بنغالور بنجاب كينغز |
| المجموعة ب                                                                             |
| مومباي إنديانز سراج حيدر آباد غوجارات تايتنز عاصمة دلهي ل كناؤ سوبر جاينتس             |
| ملاحظة: الفرق مدرجة حسب ترتيب اللعب.                                                   |

طلب من أصحاب الامتيازات تقديم قوائم الاحتفاظ بهم قبل 31 أكتوبر 2024 وتم الاحتفاظ بما مجموعه 46 لاعبا قبل المزاد. كان من المقرر المزاد في 24 و 25 نوفمبر 2024 في جدة, المملكة العربية السعودية مع محفظة المزاد لكل مجموعة امتياز في 120 كرور روبية هندية (20 مليون دولار أمريكي)، أعلى في تاريخ الشعيرات. تم تسجيل ما مجموعه 1574 لاعبا في المزاد, منها 574 تم اختيار اللاعبين في القائمة المختصرة لعرضها في المزاد وتم بيع 182 في المزاد. ريشاب بانت أصبح أغلى لاعب في تاريخ الشعيرات عندما تم شراؤها من قبل لكناو سوبر العمالقة ل 27 كرور روبية هندية (4٫5 مليون دولار أمريكي), تجاوز 26.75 كرور روبية هندية (4٫4 مليون دولار أمريكي) تدفع بواسطة ملوك البنجاب ل شرياس آير في وقت سابق من نفس المزاد,. و 24.75 كرور روبية هندية (4٫1 مليون دولار أمريكي) تدفع بواسطة كولكاتا نايت رايدرز ل ميتشل ستارك في ال مزاد 2024. فايبهاف سوريافانشي أصبح أصغر لاعب تباع في تاريخ الشعيرات في سن 13 عاما ، ويجري شراؤها من قبل راجستان رويالز ل 1.1 كرور روبية هندية (180٬000 دولار أمريكي).

## الأماكن
يتم لعب مرحلة الدوري في 13 ملعبا في جميع أنحاء الهند. تم لعب المباراة الافتتاحية في حدائق عدن. ال ملعب هبكا للكريكيت استضافت ثلاثة ملوك البنجاب مباريات المنزل, ال ملعب إيه سي إيه للكريكيت استضافت اثنين راجستان رويالز المباريات, و ال ملعب الكريكيت استضافت اثنين عواصم دلهي مباريات. كان من المقرر في الأصل لعب أول مباراتين من التصفيات في ملعب راجيف غاندي للكريكيت ، حيث من المقرر أن تستضيف حدائق عدن آخر مباراتين. ولكن بعد التعليق وإعادة الجدولة، ستقام مباريات مرحلة الدوري المتبقية في ستة أماكن ، بينما لا يزال يتعين تأكيد أماكن التصفيات.
 يشير إلى أماكن المباريات المعاد جدولتها.
| أحمد آباد                | بنغالورو                    | تشيناي                  | دلهي            | دارامشالا          |
| ------------------------ | --------------------------- | ----------------------- | --------------- | ------------------ |
| غوجارات جبابرة           | رويال تشالنجرز بنغالورو     | تشيناي سوبر كينغز       | عواصم دلهي      | ملوك البنجاب       |
| ملعب ناريندرا مودي       | ملعب م. تشيناسوامي          | ملعب إم إيه تشيدامبارام | ملعب آرون جيتلي | ملعب هبكا للكريكيت |
| السعة: 132,000           | السعة: 40,000               | السعة: 39,000           | السعة: 35,200   | السعة: 21,200      |
|                          |                             |                         |                 |                    |
| جواهاتي                  |                             |                         |                 | حيدر أباد          |
| راجستان رويالز           | حيدر أباد                   |                         |                 |                    |
| ملعب إيه سي إيه للكريكيت | ملعب راجيف غاندي            |                         |                 |                    |
| السعة: 46,000            | السعة: 55000                |                         |                 |                    |
|                          |                             |                         |                 |                    |
| جايبور                   | كولكاتا                     |                         |                 |                    |
| راجستان رويالز           | كولكاتا نايت رايدرز         |                         |                 |                    |
| استاد ساواي مانسينغ      | حدائق عدن                   |                         |                 |                    |
| السعة: 25000             | السعة: 68,000               |                         |                 |                    |
|                          |                             |                         |                 |                    |
| لكناو                    | مولانبور                    | مومباي                  | فيساخاباتنام    | فيساخاباتنام       |
| لكناو سوبر العمالقة      | ملوك البنجاب                | مومباي الهنود           | عواصم دلهي      | عواصم دلهي         |
| ملعب إكانا للكريكيت      | ملعب مهراجا يادافيندرا سينغ | ملعب وانخيدي            | ملعب الكريكيت   | ملعب الكريكيت      |
| السعة: 50,000            | السعة: 38,000               | السعة: 33,108           | السعة: 27500    | السعة: 27500       |
|                          |                             |                         |                 |                    |

## مرحلة الدوري

### جدول النقاط
قالب:جدول نقاط الدوري الهندي الممتاز 2025

### ملخص المباراة
قالب:Indian Premier League results summary

### تركيبات
|  |

|  |

|  |

|  |

|  |

|  |

|  |

|  |

|  |